# Fumika Ōmori
Fumika Ōmori (japanisch 大森 郁香 Ōmori Fumika; * 4. Dezember 1992) ist eine ehemalige japanische Mittelstreckenläuferin, die sich auf die 800-Meter-Distanz spezialisiert hat.

## Sportliche Laufbahn
Erste internationale Erfahrungen sammelte Fumika Ōmori im Jahr 2015, als sie bei den Asienmeisterschaften in Wuhan in 2:09,99 min den siebten Platz über 800 Meter belegte. 2017 gewann sie bei den Asienmeisterschaften in Bhubaneswar in 2:06,50 min die Bronzemedaille hinter den Sri-Lankerinnen Nimali Liyanarachchi und Gayanthika Abeyrathne. 2021 beendete sie dann ihre aktive sportliche Karriere im Alter von 29 Jahren.

## Persönliche Bestleistungen
- 800 Meter: 2:03,96 min, 25. Mai 2014 in Yokohama